# Emma Yefimova
Emma Yefimova –en ruso, Эмма Ефимова– (28 de septiembre de 1931-12 de julio de 2004) fue una deportista soviética que compitió en esgrima, especialista en la modalidad de florete. Ganó cinco medallas en el Campeonato Mundial de Esgrima entre los años 1956 y 1959.

## Palmarés internacional
| Campeonato Mundial | Campeonato Mundial          | Campeonato Mundial | Campeonato Mundial  |
| Año                | Lugar                       | Medalla            | Prueba              |
| ------------------ | --------------------------- | ------------------ | ------------------- |
| 1956               | Londres (Reino Unido)       | Medalla de oro     | Florete por equipos |
| 1958               | Filadelfia (Estados Unidos) | Medalla de oro     | Florete por equipos |
| 1958               | Filadelfia (Estados Unidos) | Medalla de plata   | Florete individual  |
| 1959               | Budapest (Hungría)          | Medalla de oro     | Florete individual  |
| 1959               | Budapest (Hungría)          | Medalla de plata   | Florete por equipos |